# أنجيل أنجيلوف
أنجيل أنجيلوف (بالبلغارية: Ангел Ангелов)‏ (مواليد 10 يوليو 1948) هو ملاكم بلغاري، مثّل بلاده في الألعاب الأولمبية الصيفية 1972 وحقق الميدالية الفضية في فئة وزن الوالتر الخفيف.

## روابط خارجية
أنجيل أنجيلوف على موقع بوكس ريك (الإنجليزية) (registration required)
- أنجيل أنجيلوف على موقع أوليمبيديا (الإنجليزية)